# Søren Rasmusen
Søren Rasmusen, né en 1768 et mort en 1850, est un professeur de mathématiques norvégien, devenu ensuite haut-fonctionnaire au ministère des Finances.
Durant sa vie, il a notamment donné des cours aux mathématiciens Bernt Michael Holmboe et Niels Henrik Abel. Il a financé ce dernier pour qu'il puisse aller au Danemark faire la connaissance de mathématiciens locaux.